# Рагимли (Кедабекский район)
Рагимли (азерб. Rəhimli) — административно-территориальная единица сельского типа в Кедабекском районе Азербайджанской Республики.

## Население
По переписи населения 2009 года в селе живёт 207 человек.

## Экономика
Население, в основном занято земледелием, животноводством и сельских хозяйством.